# Теллермановский лес
Теллермановский лес (Теллермановская роща) — участок леса, являющийся частью Борисоглебского лесного массива в Воронежской области.

## История
Название Теллермановского леса имеет тюркское происхождение и обозначает «лес на холме» (Скрябин М. П.) или «лес непроезжий» (Исаев С. А.). Ранее считалось, что он был назван в честь сподвижника Петра I — Франца Тиммермана. Так же ещё до Петра в России уже были тиммерманы-корабельные плотники.  Возможно, они и зарезервировали данный лес под кораблестроительные нужды.
Однако считается, что уже в XVI веке лес этот назывался «Тилеормановским». {Нет АИ}
Теллермановский лес имеет непростую историю. До булавинского бунта он принадлежал Донскому войску. После бунта в 1705—1708 годах лес был отобран у казаков и стал казенным. Пётр I определил его для нужд кораблестроения. Строительство судов продолжилось при Екатерине II. В последующие годы южная часть Теллермановской рощи по-прежнему оставалась казенной, а северная сменяла владельцев и подвергалась неразумным вырубкам. В 1918 году весь лес был национализирован и получил общее название — Теллермановская корабельная роща. С 1926 года ведется интенсивное лесное хозяйство, накопившее большой опыт. В 1945 году в Теллермановском массиве было организовано Опытное лесничество Института леса АН СССР.
В настоящее время большая часть Теллермановского леса относится к категории «Особо ценные леса», а некоторые участки являются памятниками природы.

## География
Теллермановская роща находится в восточной части Воронежской области. Площадь лесного массива составляет 39,5 тысяч га, а протяженность с северо-востока на юго-запад — 65 км.
Большая часть территории Теллермановского леса лежит на высоких правых берегах рек Хопёр и его притока Вороны. Уступы берега здесь достигают 30-50 м над уровнем воды в реке. Наивысшая точка рощи — 164 м над уровнем моря — находится на водораздельном плато Вороны и Карачана (приток Хопра). Водораздел пересечен глубокими оврагами, выходящими в поймы рек. Широкая пойма левого берега Вороны заболочена. Её занимают заросли чёрной ольхи, луга и пойменные озера.
Теллерманова роща богата водами: общая площадь водного зеркала равна 1000 га.

## Растительный и животный мир
Леса Теллермановской рощи составлены дубравами и дубово-ясеневыми лесами с высокой продуктивностью. Господствуют здесь осоково-снытевые дубравы. Под пологом дуба растет ясень (нередко составляя дубу конкуренцию), клен, липа, лещина, бересклет бородавчатый. В нижнем ярусе преобладает сныть обыкновенная и осоки. Некоторые особенно мощные дубы и ясени достигают 300-летнего возраста и 35 метров высоты.
Из крупных млекопитающих в Теллермановском лесу обитают: лось, благородный олень, косуля, кабан, волк, барсук, лиса, бобр, заяц. Также здесь можно встретить ласку, куницу, многочисленных мышевидных грызунов.
Разнообразны птицы: в летнее время насчитывается около 40 певчих видов. Полноценно представлены дневные и ночные хищники, водоплавающие птицы.
Благотворное донорское влияние на животный и растительный мир Теллермановской рощи оказывает близость Хопёрского заповедника.
Теллермановский лес существенно улучшает климат прилегающих территорий. Лес защищает поля от засух и суховеев, ослабляет почвенную эрозию, поддерживает полноводность рек.